# Жабинка
Жабинка (на беларуски: Жабінка; на руски: Жабинка) е град в Беларус, административен център на Жабинковски район, Брестка област. Населението на града е 13 371 души (по приблизителна оценка от 1 януари 2018 г.).

## История
Селището е основано през 1816 година, през 1871 година получава статут на град.